# Зубковский, Андрей Фёдорович
Андрей Фёдорович Зубковский (15 ноября 1855 — 8 октября 1915, Витебск) — русский военачальник, генерал-лейтенант. Участник похода в Китай 1900—1901 годов, русско-японской войны 1904—1905 годов, Первой мировой войны.

## Биография
Сын подполковника Федора Григорьевича Зубковского. Образование получил в Полоцкой военной гимназии. В службу вступил 10 августа 1873 года. Окончил 2-е военное Константиновское училище. Выпущен подпоручиком (04.08.1875). Переведён в лейб-гвардии Волынский полк чином прапорщика гвардии (04.08.1875). Подпоручик (27.03.1877). Поручик (30.08.1877). Штабс-Капитан гвардии (30.08.1882). Переименован в капитаны арм. (30.08.1882). Воспитатель Полоцкого кадетского корпуса (22.03.1884-17.08.1886). Воспитатель Александровского кадетского корпуса (17.08.1886 — 26.10.1887). Подполковник (30.08.1886). Помощник главного начальника охранной стражи Китайско-Восточной железной дороги (01.01.1898-21.07.1901). Полковник (10.07.1898).
Участник похода в Китай 1900—1901 годов. Командир бригады Заамурского округа Отдельного корпуса пограничной стражи (21.07.1901 — 31.07.1902). Командир 54-го пехотного Минского полка (31.07.1902 — 19.06.1905). Участник русско-японской войны 1904—1905 годов. Генерал-майор (19.06.1905; за отличие). Командир 2-й бригады 1-й стрелковой дивизии (с 19.06.1905). Командир 2-й бригады 14-й пехотной дивизии (14.03.1906 — 05.01.1909). Командир 1-й бригады 14-й пехотной дивизии (с 05.01.1909).
Участник первой мировой войны. Командующий 63-й пехотной дивизией (19.07.1914 — 03.02.1915). Генерал-лейтенант (03.02.1915). Начальник 63-й пехотной дивизии (03.02.1915 — 18.04.1915). Состоял в резерве чинов при штабе Двинского ВО (18 апреля — 8 октября 1915 года). Умер от болезни во 2-м сводном полевом госпитале, в Витебске. Погребён 19 октября 1915 года в склепе полковой церкви 54-го пехотного Минского полка, в Кишинёве.